# Bulbophyllum brevilabium
Bulbophyllum brevilabium là một loài phong lan thuộc chi Bulbophyllum.